# Foetorepus phasis
Foetorepus phasis és una espècie de peix de la família dels cal·lionímids i de l'ordre dels perciformes.

## Morfologia
- Els mascles poden assolir 13 cm de longitud total.[2][3]

## Hàbitat
És un peix marí i d'aigües profundes que viu entre 160-200 m de fondària.

## Distribució geogràfica
Es troba al sud d'Austràlia (des d'Austràlia Occidental fins a Nova Gal·les del Sud i Tasmània) i Nova Zelanda.

## Observacions
És inofensiu per als humans.